# Гуров, Валерий Николаевич
Валерий Николаевич Гуров (род. 5 января 1949, Маяк, Башкирская АССР) — российский учёный, педагог, менеджер, лауреат премии Правительства РФ в области образования за создание монографии «Теория и методика социальной работы с семьей» (2001), доктор педагогических наук, профессор, заведующий кафедры управления и профессионального образования ИРО РБ, индекс Хирша — 17, 1919 цитирований (РИНЦ).

## Биография
Валерий Николаевич Гуров родился 5 января 1949 года в пос. Маяк Миякинского совхоза.
В 1972 г. окончил факультет биологии и химии Бирского государственного педагогического института (г. Бирск).
В 1974-78 гг. — зам. директора, в 1978-83 гг. — директор СШ № 3 г. Белебей, в 1983-84 гг.- СШ № 117 г. Уфы. В 1984-86 гг. — зав. РОНО Октябрьского р-на г. Уфы. В 1986-88 гг. — инструктор отдела науки Башкирского обкома КПСС Башкирского областного комитета КПСС. С 1988 г. работу в обкоме совмещал с педагогической деятельностью в Башкирском государственном педагогическом институте (г. Уфа).
В 1990—2010 гг. жил в Ставропольском крае. 1990—1993 гг. — проректор по науке Ставропольского краевого института повышения квалификации работников образования и заведующий кафедрой социальной педагогики и социальной работы. 1993—2011 — заведующий кафедрой теории и практики управления образованием Ставропольского государственного университета. С 2005 года — одновременно декан факультета повышения квалификации Ставропольского государственного университета. С 2001 г. В. Н. Гуров являлся директором Ставропольского филиала Государственного НИИ семьи и воспитания, с 2001 г. председателем Ставропольского филиала Международной академии наук педагогического образования, с 2003 г. председателем Ставропольского отделения общественной организации «Педагогическое общество России».
В период 2011—2014 гг. руководил Институтом педагогики БГПУ им. Акмуллы.
С 01 сентября 2014 года заведующий кафедрой теории и практики управления образованием Института развития образования Республики Башкортостан.

## Личная жизнь
Жена — Анна. Дети — Марк, Ариана, Лана, Данил, Елена. Внуки — Максим, Алиса, Богдан

## Научные труды
Автор книг «Социальная работа дошкольных образовательных учреждений с семьей» (2002), «Социальная работа школы с семьей» (2003), «Социальная работа образовательных учреждений с семьей» (2005, 2006).
Опубликовано более 280 научных работ, в том числе, в журналах «Инновации в образовании», «Высшее образование в России», «Педагогика», «Социология образования», «Воспитание школьников», «Народное образование», «Педагогическая наука и образование».

## Награды
- Почетный знак «Отличник народного просвещения» (1982 г.);
- премия Правительства Российской Федерации в области образования (2001 г.);
- Почетная грамота Министерства образования Российской Федерации (2004, 2010);
- медаль Ставропольского края «За доблестный труд 3-й степени» (2006 г.);
- Диплом V Московского международного салона инноваций и инвестиций за учебное пособие «Формирование современной личности в поликультурной среде» (Москва, ВВЦ, 2005 г.);
- Серебряная медаль VI Московского международного салона инноваций за учебный комплекс: «Формирование современной личности в поликультурной среде» и «Ребенок в поликультурной среде: практика работы образовательных учреждений» (Москва, ВВЦ, 2006 г.);
- Бронзовая медаль XI Московского международного салона инноваций и инвестиций за учебный комплекс: «Формирование толерантной личности в полиэтнической образовательной среде», «Ребенок в поликультурной бреде: практика работы образовательных организаций» (Москва, ВВЦ, 2006 г.);
- Серебряная медаль VI Московского международного салона инноваций и инвестиций за монографию «Социальная работа образовательных учреждений с семьей» (2007 г.);
- Почетная грамота министра образования Ставропольского края (2003 г.);
- Почетная грамота министра образования Ставропольского края (2005 г.);
- Нагрудной знак «Почётный работник высшего профессионального образования Российской Федерации» (2008 г.);
- Почетная грамота Губернатора Ставропольского края (2009 г.);
- Медаль К. Д. Ушинского (2015 г.);
- Почетное звание «Заслуженный деятель науки и образования» (2015 г.),
- Диплом «Золотая кафедра России» (2015 г).
- Приказом Министерства образования Республики Башкортостан № 470 от 26 марта 2015 г. Гурову Валерию Николаевичу объявлена Благодарность.